# La Genevraie
La Genevraie ([la ʒənəvʁɛ] ) ist eine ehemalige französische Gemeinde mit 91 Einwohnern (Stand: 1. Januar 2022) im Département Orne in der Region Normandie. Sie gehörte zum Arrondissement Mortagne-au-Perche. Die Bewohner werden Genevréens und Genevréennes genannt.
Der Erlass des Präfekten vom 13. September 2024 legte mit Wirkung zum 1. Januar 2025 die Eingliederung von La Genevraie als Commune déléguée zusammen mit den früheren Gemeinden Le Merlerault, Godisson, Les Authieux-du-Puits und Nonant-le-Pin zur Commune nouvelle Merlerault-le-Pin fest.

## Geografie

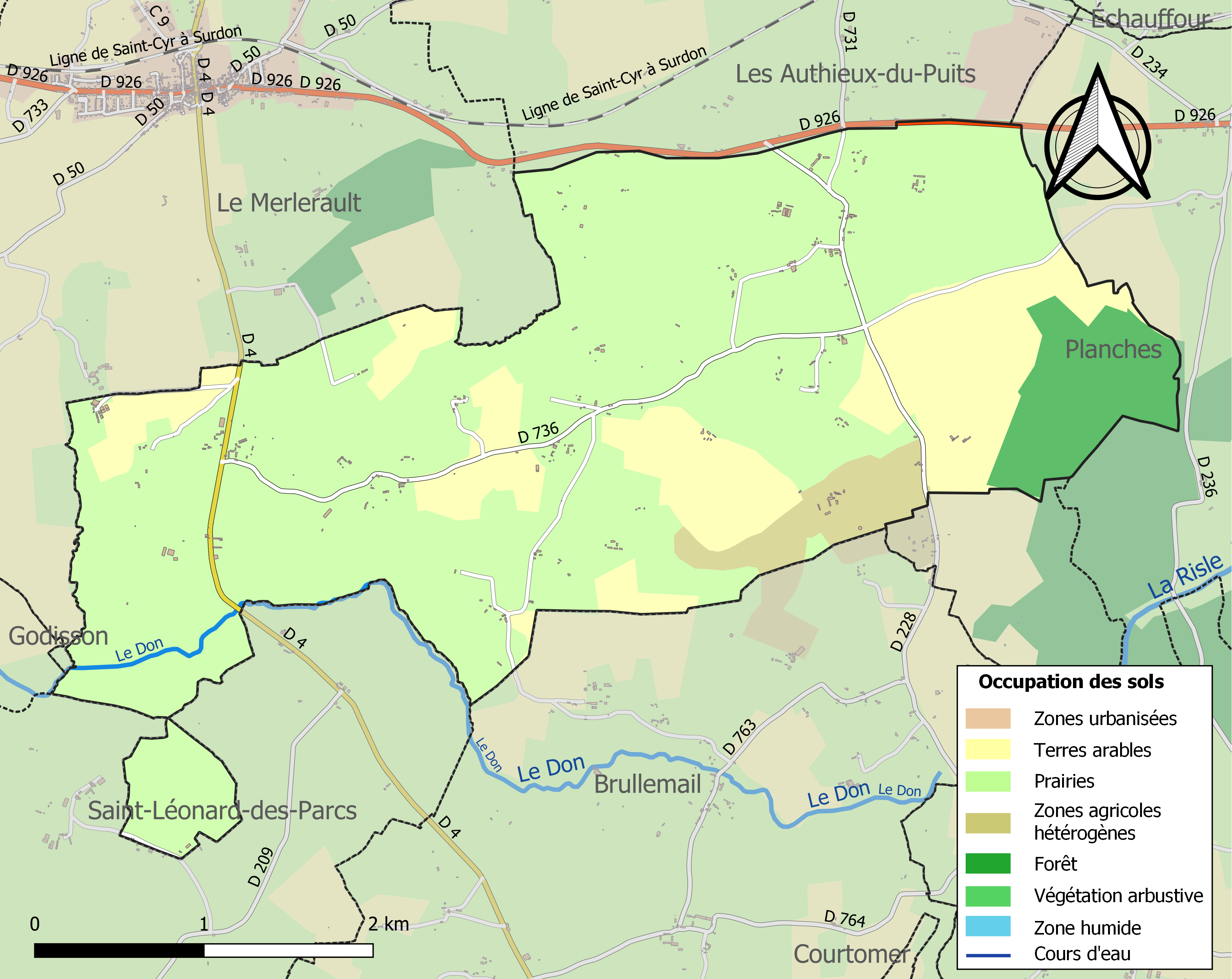
Bodennutzung, Hydrografie und Infrastruktur von La Genevraie (2018)

La Genevraie liegt etwa 25 Kilometer nordwestlich von Mortagne-au-Perche und etwa 33 Kilometer nordöstlich von Alençon im Süden der Région naturelle des Pays d’Auge. Das Ortsgebiet wird entwässert vom Don, einem Nebenfluss der Orne, vom Ruisseau Saint-Martin, vom Ruisseau du Varo, vom Ruisseau de la Genevraie und kleineren Fließgewässern. La Genevraie besteht aus verstreut liegenden Weilern ohne eigentliches Zentrum. Das Relief des Ortsgebiets ist hügelig. Das ehemalige Bürgermeisteramt liegt zentral auf etwa 250 m Höhe. Die höchste Erhebung wird im Norden an der Grenze zum Nachbarort Les Authieux-du-Puits mit 300 m, die niedrigste im Südwesten mit 184 m am Austritt des Don aus dem Ortsgebiet gemessen.
Teile des Gebiets von La Genevraie gehören zu den Natura-2000-Schutzgebieten „Haute vallée de l’Orne et affluents“ (FR2500099) und „Bocages et vergers du sud Pays d’Auge“ (FR2502014). Rund 94 % der Fläche von La Genevraie werden landwirtschaftlich, hauptsächlich als Weideland genutzt, rund 6 % sind bewaldet, hauptsächlich durch den Bois du Prieuré im Südosten (Stand: 2018).
Umgeben wird La Genevraie von den Communes déléguées Le Merlerault im Nordwesten und Les Authieux-du-Puits im Norden, den Nachbargemeinden Planches im Osten, Ferrières-la-Verrerie im Südosten, Brullemail im Süden und Saint-Léonard-des-Parcs im Südwesten sowie der Commune déléguée Godisson im Westen.

## Geschichte
Im Jahre 1817 wurden die bis dahin selbstständigen Gemeinden Carnettes und Tallonay eingegliedert.

## Bevölkerungsentwicklung

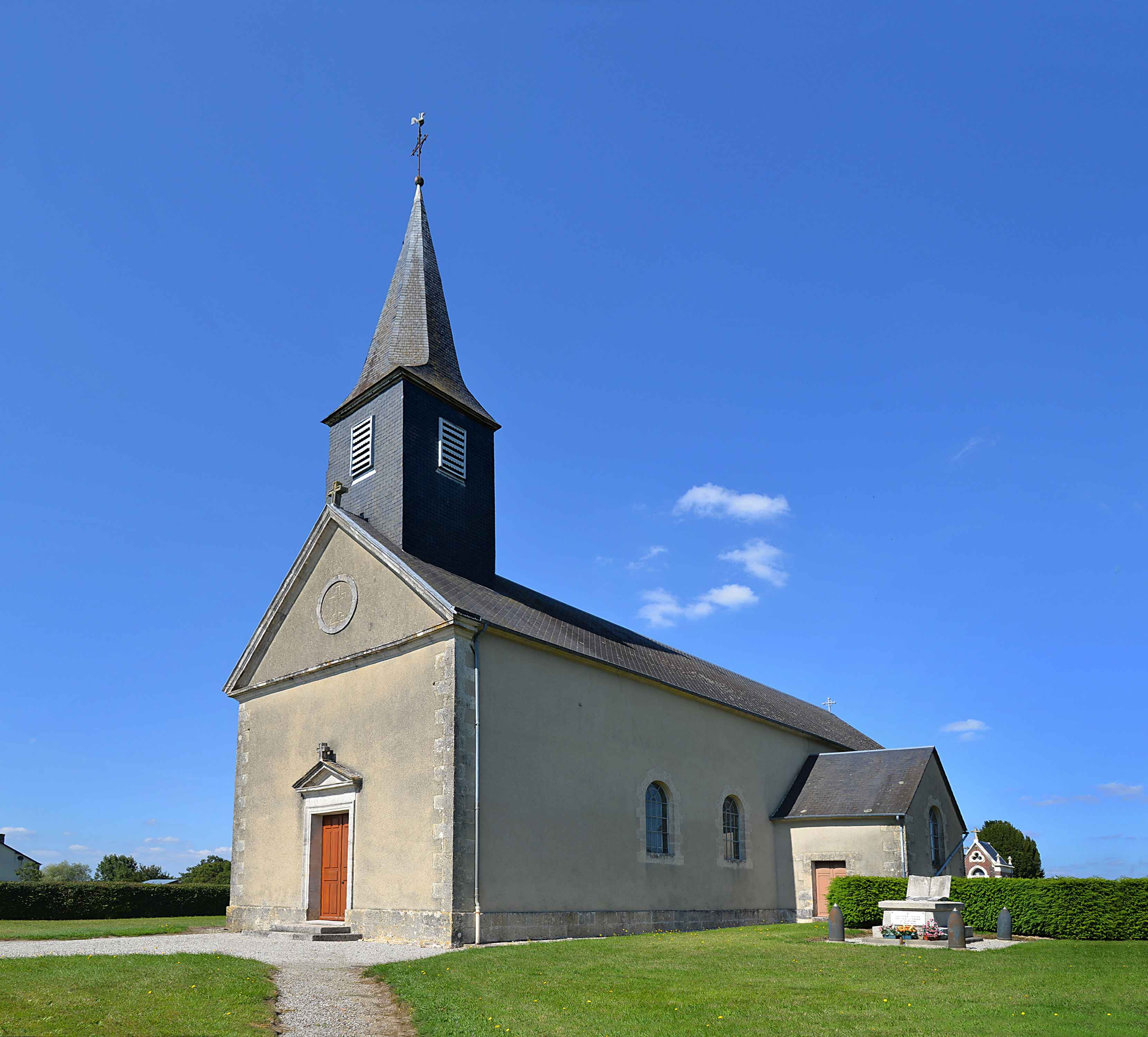
Pfarrkirche Saint-Laurent

| La Genevraie: Einwohnerzahlen von 1793 bis 2020                                                                            | La Genevraie: Einwohnerzahlen von 1793 bis 2020 | La Genevraie: Einwohnerzahlen von 1793 bis 2020 | La Genevraie: Einwohnerzahlen von 1793 bis 2020 | La Genevraie: Einwohnerzahlen von 1793 bis 2020 |
| --- | ----------------------------------------------- | ----------------------------------------------- | ----------------------------------------------- | ----------------------------------------------- |
| Jahr |                                                 |                                                 |                                                 | Einwohner                                       |
| 1793 | 1793                                            |                                                 | 220                                             | 220                                             |
| 1800 | 1800                                            |                                                 | 233                                             | 233                                             |
| 1806 | 1806                                            |                                                 | 228                                             | 228                                             |
| 1821 | 1821                                            |                                                 | 503                                             | 503                                             |
| 1836 | 1836                                            |                                                 | 490                                             | 490                                             |
| 1841 | 1841                                            |                                                 | 453                                             | 453                                             |
| 1846 | 1846                                            |                                                 | 427                                             | 427                                             |
| 1851 | 1851                                            |                                                 | 404                                             | 404                                             |
| 1856 | 1856                                            |                                                 | 394                                             | 394                                             |
| 1861 | 1861                                            |                                                 | 361                                             | 361                                             |
| 1866 | 1866                                            |                                                 | 354                                             | 354                                             |
| 1872 | 1872                                            |                                                 | 328                                             | 328                                             |
| 1876 | 1876                                            |                                                 | 312                                             | 312                                             |
| 1881 | 1881                                            |                                                 | 286                                             | 286                                             |
| 1886 | 1886                                            |                                                 | 289                                             | 289                                             |
| 1891 | 1891                                            |                                                 | 270                                             | 270                                             |
| 1896 | 1896                                            |                                                 | 269                                             | 269                                             |
| 1901 | 1901                                            |                                                 | 246                                             | 246                                             |
| 1906 | 1906                                            |                                                 | 224                                             | 224                                             |
| 1911 | 1911                                            |                                                 | 233                                             | 233                                             |
| 1921 | 1921                                            |                                                 | 198                                             | 198                                             |
| 1926 | 1926                                            |                                                 | 213                                             | 213                                             |
| 1931 | 1931                                            |                                                 | 214                                             | 214                                             |
| 1936 | 1936                                            |                                                 | 211                                             | 211                                             |
| 1946 | 1946                                            |                                                 | 200                                             | 200                                             |
| 1954 | 1954                                            |                                                 | 221                                             | 221                                             |
| 1962 | 1962                                            |                                                 | 227                                             | 227                                             |
| 1968 | 1968                                            |                                                 | 211                                             | 211                                             |
| 1975 | 1975                                            |                                                 | 152                                             | 152                                             |
| 1982 | 1982                                            |                                                 | 132                                             | 132                                             |
| 1990 | 1990                                            |                                                 | 105                                             | 105                                             |
| 1999 | 1999                                            |                                                 | 118                                             | 118                                             |
| 2006 | 2006                                            |                                                 | 105                                             | 105                                             |
| 2013 | 2013                                            |                                                 | 108                                             | 108                                             |
| 2020 | 2020                                            |                                                 | 90                                              | 90                                              |
| Quelle(n): EHESS/Cassini bis 1999, INSEE ab 2006 Anmerkung(en): Ab 1962 offizielle Zahlen ohne Einwohner mit Zweitwohnsitz |                                                 |                                                 |                                                 |                                                 |

## Sehenswürdigkeiten
- Pfarrkirche Saint-Laurent, gegen 1820 errichtet. Die Kirche birgt zahlreiche Ausstattungsgegenstände, die in der Base Palissy gelistet sind.
- Schloss La Genevraie, errichtet 1768 an der Stelle eines Vorgängerbaus mit einem gegen 1820 begründetem Gestüt
- Herrenhaus im Weiler La Couture, erbaut 1743 mit Pferdeställen und einem Taubenschlag aus dem 19. Jahrhundert
- Herrenhaus im Weiler La Grande Maison, erbaut 1694, Gestüt mit Pferden der Rasse Cheval de Selle Français begründet 1966
- Bauernhof aus dem ausgehenden 18. Jahrhundert mit Trabergestüt begründet gegen 1930
- Reste des Benediktinerpriorats Notre-Dame im Weiler Le Prieuré, gegründet gegen 1160